# Sculpture monumentale

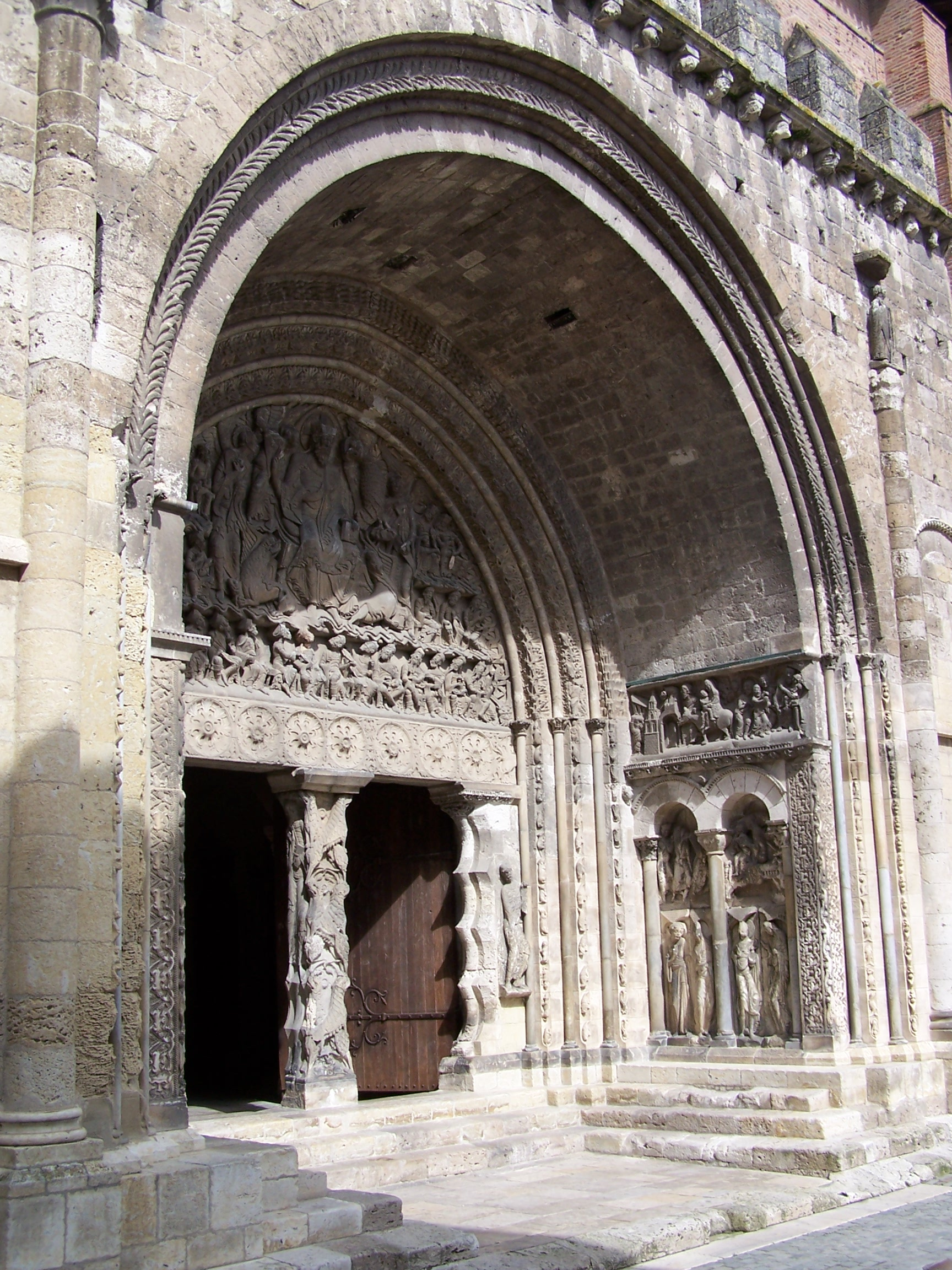
Portail art roman de l'abbaye Saint-Pierre de Moissac en France, un exemple classique de sculpture monumentale dans l'histoire de l'art médiéval occidental.

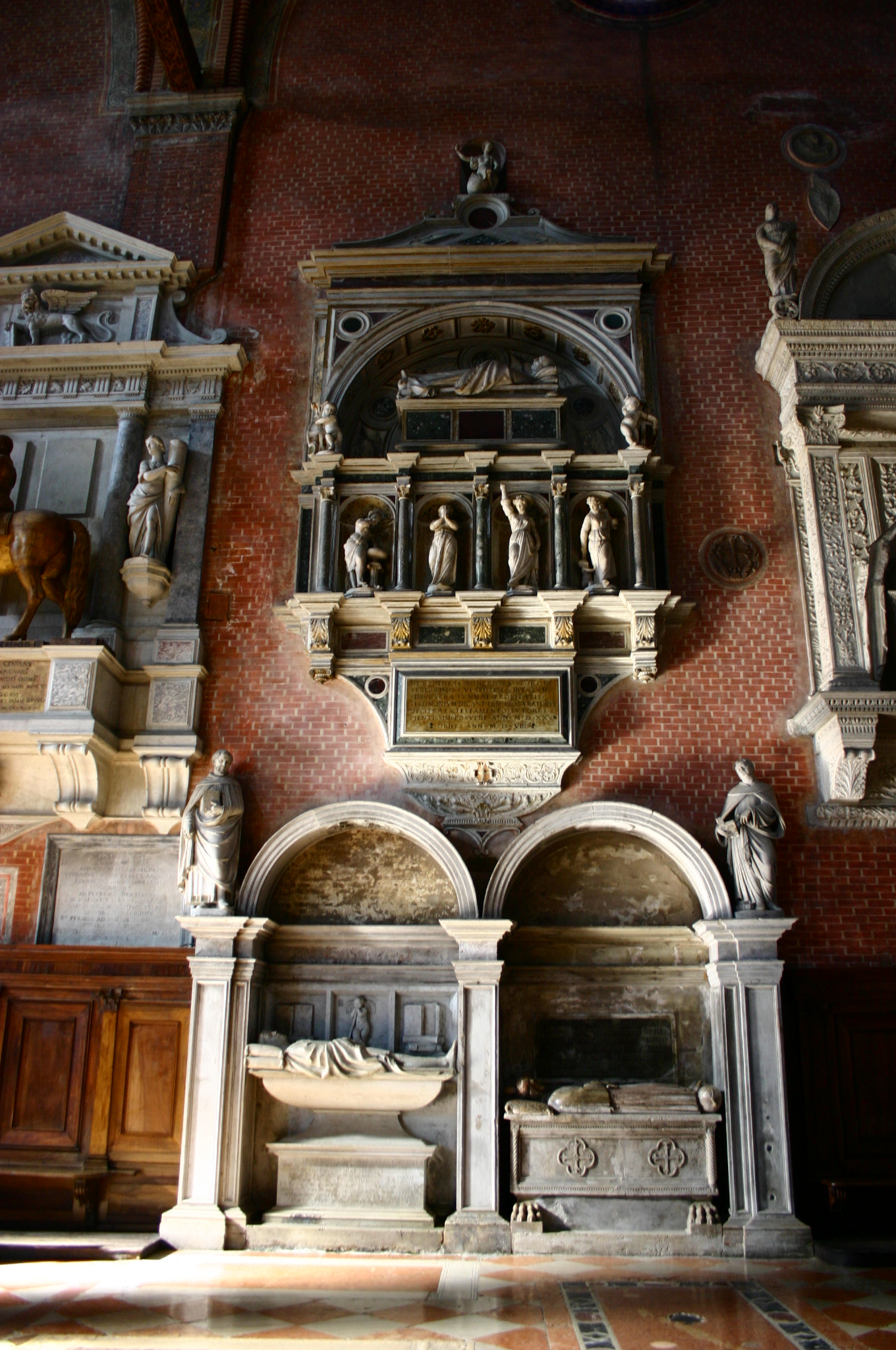
Sculpture de style médiéval et renaissance des tombeaux de la basilique de San Zanipolo (Italie).

La sculpture monumentale désigne une sculpture qui se caractérise d'une part par sa grande taille et/ou d'autre part par le fait qu'elle est intégrée à l'architecture d'un monument. Parfois, le terme désigne un troisième concept plus général pour désigner une œuvre d'une importance particulière.
La sculpture monumentale se caractérise par sa grandeur, par des proportions particulièrement importantes. Toutefois, des sculptures représentant un personnage ou un animal beaucoup plus petit que dans la réalité pourront malgré tout être considéré comme monumentales. En fait, la sculpture monumentale se distingue surtout des figurines portables, des petits relief en métal ou en ivoire, des diptyques.
Le terme est également utilisé pour désigner des sculptures créées pour faire partie d'un monument. Les monuments ont typiquement pour fonction de marquer l'emplacement d'un lieu funéraire, une tombes ou un mémorial, ou bien ils sont l'expression du pouvoir d'un dirigeant ou d'un peuple, et des sculptures ou statues sont souvent ajoutées par convention comme ornement, souvent avec une représentation religieuse comme c'est le cas dans la plupart des édifices religieux.

## Histoire de l'art

### Apparition des sculptures monumentales

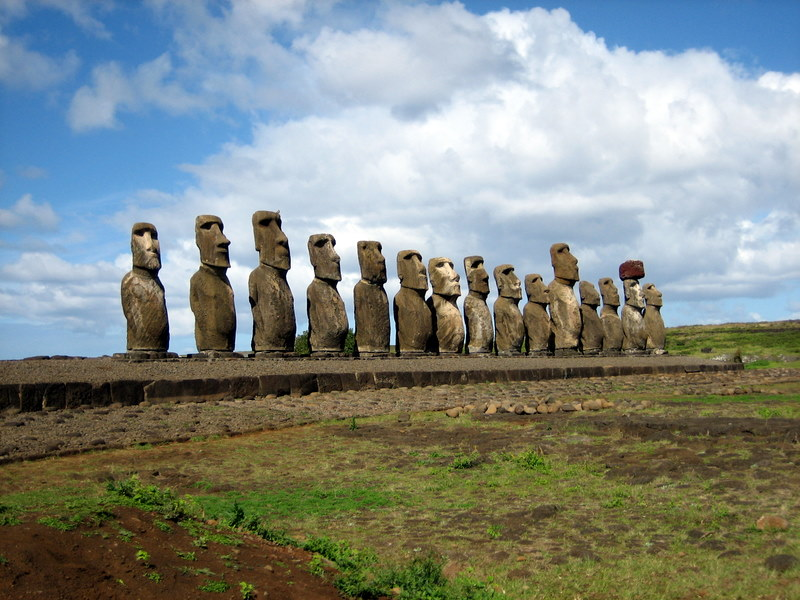
15 moaï sur l'Île de Pâques, excavées et restaurées dans les années 1990.

En archéologie et dans l'histoire de l'art, l'apparition, et parfois la disparition, des sculptures monumentales dans une culture est analysé comme étant significatif de l'évolution d'une société. Cette analyse est toutefois compliquée par l'existence présumée de sculptures en bois, ou tout autre matériel périssable, dont il n'existe aucune trace. Les mats totémiques amérindiens sont un exemple de ces sculptures monumentales traditionnelles en bois qui ne laissent aucune trace pour les archéologues.
La capacité de rassembler les ressources nécessaire pour créer une sculpture monumentale, en transportant des matériaux habituellement très lourds et en pouvant financer des sculpteurs à plein temps, est généralement réservée aux cultures relativement avancées en matière d'organisation sociale.
C'est par exemple le cas dans l'Égypte antique, du Sphinx de Gizeh qui date probablement du IIIe millénaire av. J.-C. et serait donc plus ancien que les pyramides d'Égypte. De récentes découvertes de sculptures datant de la Chine Antique de l'âge du bronze à Sanxingdui, certaines mesurant deux fois la taille d'un être humain, ont perturbé les idées que les historiens et archéologues avaient des anciennes civilisations chinoises dans la mesure où l'on n'avait découvert jusque-là que des bronzes beaucoup plus petits. En revanche, certaines cultures indubitablement avancées, telles que la civilisation de la vallée de l'Indus, n'ont apparemment jamais eu de sculptures monumentales, mais ont produit des figurines et des sculptures très sophistiquées. D'autres cultures, comme celles de l'Égypte antique ou de l'Île de Pâques, semble avoir consacré d'énormes ressources à des sculptures monumentales de très grandes tailles.

### Disparition des sculptures monumentales

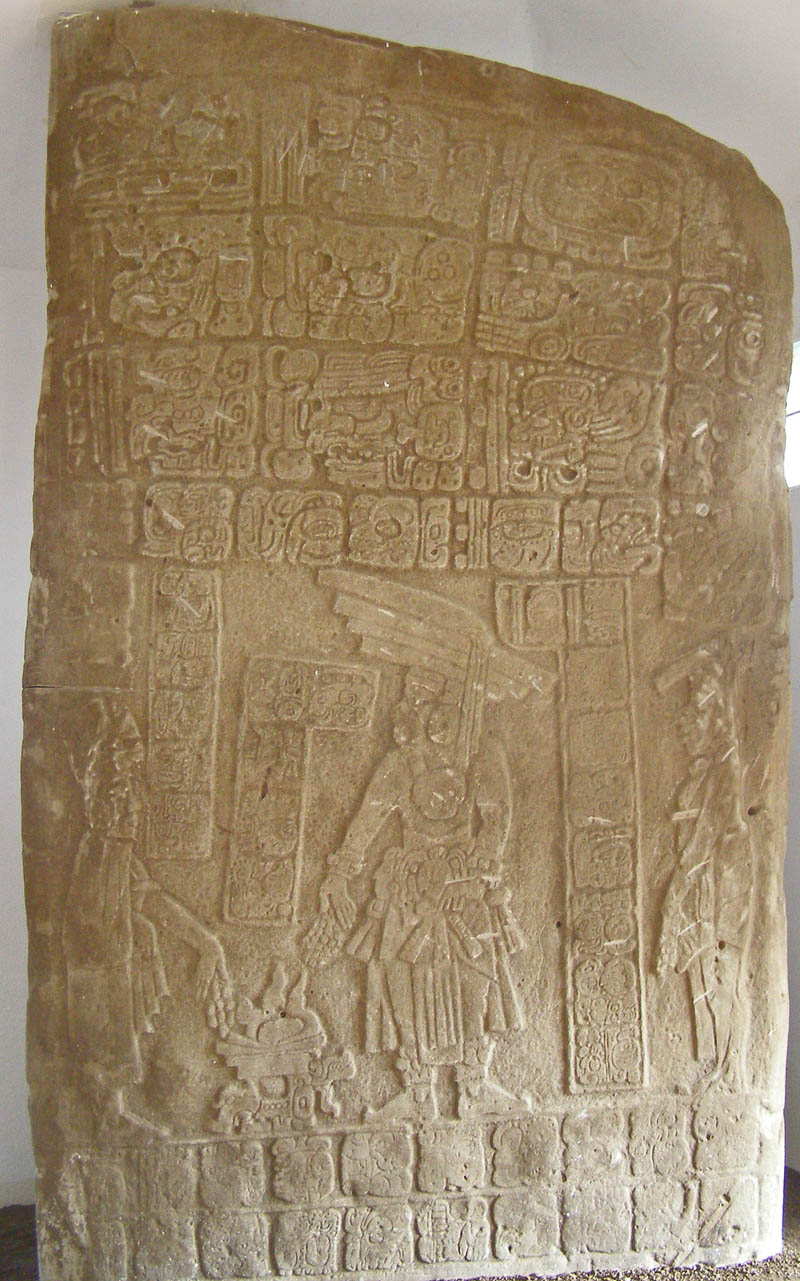
Stèle maya.

De nombreuses raisons peuvent expliquer qu'une culture cesse de produire des sculptures monumentales. La plus évidente est sans aucun doute le déclin d'une civilisation, comme ce fut le cas en Europe durant l'âge sombre ou pour la civilisation maya en Mésoamérique.
Une autre cause est l'aniconisme, généralement pour des raisons religieuses, comme ce fut le cas après les conquêtes musulmanes. Tant le développement de la chrétienté et, plus tard, la réforme protestante ont contribué à mettre un terme aux sculptures monumentales religieuses dans les régions concernées et ont considérablement réduit la production de ce type de sculptures pendant plusieurs siècles. L'art byzantin, qui a largement échappé au déclin de l'Empire romain d'Occident, n'a pas continué à utiliser des sculptures monumentales figuratives et a banni de l'art religieux les représentations à deux dimensions pendant la période iconoclaste.
Ornement et Crime, ouvrage majeur de l'architecte viennois Adolf Loos, promeut la simplicité, la géométrie et la cohérence structurelle de l'architecture. Cette conception s'oppose à l'éclectisme et à l'Historicisme alors en vigueur. Le Mouvement moderne, l’Architecture moderne, parfois également dit modernisme, courant de l’architecture avec le mouvement du Bauhaus est caractérisé par un retour au décor minimal et aux lignes géométriques pures. L'absence de détails décoratifs devient la marque de fabrique de l'Architecture moderne et est assimilée aux vertus morales de l'honnêteté, de la simplicité et de la pureté. Ce qui avait commencé comme une affaire de goût se transforme en obligation esthétique virant à l'ostracisme. Les Modernes déclarent que leur façon de construire est la seule acceptable. Les métiers artisanaux de l'ornementation sont condamnés et disparaissent peu à peu.

## Art contemporain

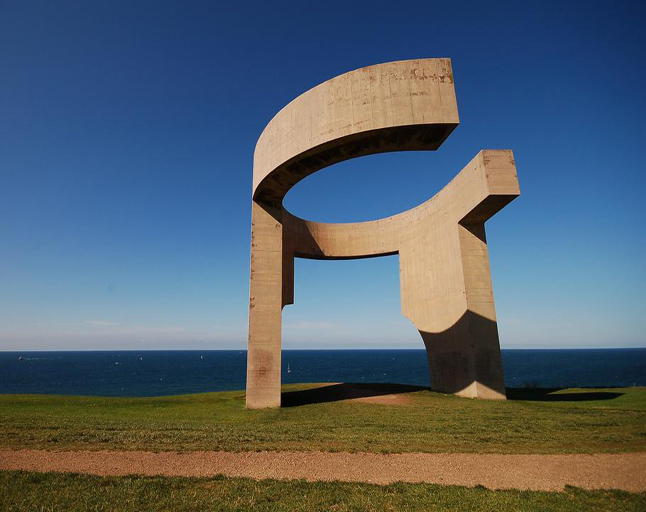
Elogio del Horizonte (Éloge à l'Horizon), béton (1989), sculpture monumentale contemporaine de Eduardo Chillida, à Gijón en Espagne.

Les sculptures monumentales sont toujours utilisées pour les ouvrages en pierre et dans l'industrie funéraire pour décorer toutes sortes de pierres tombales et autres formes de sculptures funéraires. Dans l'art contemporain, le terme est utilisé pour désigner tout type de sculpture de grande taille quel que soit son propos. Ce sont généralement des sculptures de plus de deux mètres et suffisamment grandes pour nécessiter une plinthe. Beaucoup de ces sculptures monumentales sont commandées pour faire partie de l'art urbain, souvent placées sur des sites en plein air. La plus grande sculpture monumentale est réalisée par l'artiste Marino di Teana à Fontenay sous Bois, à côté de Paris.
Depuis, le sculpteur français Jean-Bernard Métais a largement dépassé cette hauteur, avec des œuvres comme Litanie à Valenciennes (45 mètres de hauteur) en 2007 ou même Phoenix-oriflamme dans la ville de Tianjin (69 mètres de hauteur) en 2014.